# Małgorzata Apathy
Małgorzata Apathy (ur. 1936 we Lwowie, zm. 2005) – polska artystka fotograf. Członkini Okręgu Śląskiego Związku Polskich Artystów Fotografików. Członkini Katowickiego Towarzystwa Fotograficznego.

## Życiorys
Małgorzata Apathy urodziła się we Lwowie – po zakończeniu II wojny światowej (w 1945 roku) zamieszkała w Bytomiu, dokąd przeniosła się wraz z rodzicami. Związana ze śląskim środowiskiem fotograficznym – fotografowała od wielu lat. Zajmowała się między innymi fotografią reportażową – co owocowało współpracą Małgorzata Apathy (między innymi) ze Sztandarem Młodych, z Dziennikiem Zachodnim oraz Telewizją Katowice. Szczególne miejsce w jej twórczości zajmowała fotografia portretowa, fotografia ludzi, w dużej części przekształcająca ich wygląd naturalny i szczegóły – w artystyczne struktury, między innymi w fotograficznym projekcie Homoformy.  
Małgorzata Apathy była autorką i współautorką wielu wystaw fotograficznych; indywidualnych i zbiorowych (w Polsce i za granicą). Jej fotografie były prezentowane na wielu wystawach pokonkursowych – krajowych oraz zagranicznych, na których otrzymywały wiele akceptacji, medali, nagród, wyróżnień, dyplomów i listów gratulacyjnych.  
Małgorzata Apathy przez wiele lat była członkinią Katowickiego Towarzystwa Fotograficznego. W 1977 roku została przyjęta w poczet członków rzeczywistych Okręgu Śląskiego Związku Polskich Artystów Fotografików. Jej fotografie znajdują się w zbiorach Muzeum Śląskiego w Katowicach. W 2008 roku w Zachęcie Narodowej Galerii Sztuki, w Warszawie zorganizowano wystawę fotografii Dokumentalistki – Polskie fotografki XX wieku, na której między innymi zaprezentowano fotografie Małgorzata Apathy.  